# Bořetín (Boêmia do Sul)
Bořetín é uma comuna checa localizada na região da Boêmia do Sul, distrito de Jindřichův Hradec.